# Metodistkyrkans Ungdomsförbund
Metodistkyrkans Ungdomsförbund (MKU) var Metodistkyrkan i Sveriges ungdomsförbund.
MKU bedrev bland annat läger för olika åldrar, kurser, gospelhelger och ledarutbildning. Lokalt arrangerades familjegudstjänster, söndagsskolor, babysång, barnsång & rytmik, barnkörer, ungdomskörer, gospelkörer, minior- och juniorgrupper, tonårsgrupper, hajker, konfirmandgrupper med mera. 

Inom MKU finns också scoutkårer, tidigare var de anslutna till KFUK-KFUMs Scoutförbund och utgjorde en sektion kallad SMS (Sveriges Metodistscouter) inom nämnda scoutförbund. Idag är kårerna anslutna till Equmeniascout.
Vid MKU:s riksstämma i Norrmalmskyrkan i Stockholm, den 17 november 2007 beslutade förbundet tillsammans med Svenska Missionskyrkans Ungdom (SMU) och Svenska Baptisternas Ungdomsförbund (SBUF) att bilda en federation med uppdrag att verkställa de tre förbundens verksamhet. Federationsbildningen var en del av den samgåendeprocess som pågått mellan Metodistkyrkan i Sverige, Svenska Baptistsamfundet och Svenska Missionskyrkan. Federationen fick namnet Equmenia. Det är enbart verksamheten på riksnivå som samordnats i Equmenia, lokalföreningarna fortsätter att verka som MKU-föreningar.